# Gäddgölen (Simonstorps socken, Östergötland, 651510-152333)
Gäddgölen är en sjö i Norrköpings kommun i Östergötland och ingår i Kilaån-Motala ströms kustområde.